# Сидорівська сільська рада (Корсунь-Шевченківський район)
Си́дорівська сільська́ ра́да — адміністративно-територіальна одиниця та орган місцевого самоврядування в Корсунь-Шевченківському районі Черкаської області. Адміністративний центр — село Сидорівка.

## Загальні відомості
- Населення ради: 1 114 особи (станом на 2001 рік)

## Населені пункти
Сільській раді підпорядковані населені пункти:
- с. Сидорівка
- с. Гута-Стеблівська
- с. Скрипчинці

## Склад ради
Рада складається з 14 депутатів та голови.
- Голова ради: Кривошея Сергій Степанович
- Секретар ради: Бойко Лідія Миколаївна

### Керівний склад попередніх скликань
| Прізвище, ім'я, по батькові | Основні відомості                                                 | Дата обрання | Дата звільнення |
| --------------------------- | ----------------------------------------------------------------- | ------------ | --------------- |
| Кроха Іван Іванович         | Сільський голова, 1954 року народження, безпартійний              | 26.03.2006   | 31.10.2010      |
| Кривошея Сергій Степанович  | Сільський голова, 1974 року народження, освіта вища, безпартійний | 31.10.2010   |                 |

Примітка: таблиця складена за даними сайту Верховної Ради України

### Депутати
За результатами місцевих виборів 2010 року депутатами ради стали:

#### За суб'єктами висування
| Суб'єкт висування | Кількість обраних депутатів | %    |
| ----------------- | --------------------------- | ---- |
| Самовисування     | 8                           | 57,1 |
| Партія регіонів   | 6                           | 42,9 |

#### За округами
| № округу        | Прізвище, ім'я, по батькові     | Дата визнання обраним | Освіта  | Партійна приналежність | Відомості про обраного депутата                                   |
| --------------- | ------------------------------- | --------------------- | ------- | ---------------------- | ----------------------------------------------------------------- |
| Партія регіонів |                                 |                       |         |                        |                                                                   |
| 3               | Порпленко Алла Станіславівна    | 01.11.2010            | середня | член Партії регіонів   | Сидорівська бібліо-тека-філіал, бібліо-текар                      |
| 4               | Ковальський Іван Петрович       | 01.11.2010            | вища    | член Партії регіонів   | Сидорівський фельдшерсько-акушерський пункт, головний лікар       |
| 6               | Литвиненко Людмила Віталіївна   | 01.11.2010            | середня | член Партії регіонів   | Сидорівська сільська рада, землевпорядник                         |
| 7               | Коваленко Вікторія Іванівна     | 01.11.2010            | середня | член Партії регіонів   | Сидорівський Будинок культури, директор                           |
| 9               | Бойко Лідія Миколаївна          | 01.11.2010            | середня | член Партії регіонів   | Сидорівська сільська рада, секретар                               |
| 11              | Криворот Олександр Левкович     | 01.11.2010            | середня | член Партії регіонів   | Райагрохім, тракто-рист                                           |
| Самовисування   |                                 |                       |         |                        |                                                                   |
| 1               | Тіхонов Володимир Олександрович | 01.11.2010            | середня | позапартійний          | Сидорівський НВК, водій                                           |
| 2               | Дахно Валерій Іванович          | 01.11.2010            | середня | позапартійний          | Сидорівський фельдшерсько-акушерський пункт, водій                |
| 5               | Лисенко Володимир Андрійович    | 01.11.2010            | середня | позапартійний          | тимчасово не працює                                               |
| 8               | Бенчак Іван Петрович            | 01.11.2010            | середня | позапартійний          | Сидорівська філія СТОВ «АФ-Корсунь», завідувач МТФ № 1            |
| 10              | Омельченко Оксана Миколаївна    | 01.11.2010            | вища    | позапартійна           | Сидорівський НВК, вчитель фізичної культури                       |
| 12              | Довгенко Володимир Дмитрович    | 01.11.2010            | середня | позапартійний          | Сидорівська філія СТОВ «АФ-Корсунь», бригадир трактор-ної бригади |
| 13              | Багорський Іван Анатолійович    | 02.01.2011            | середня | позапартійний          | Сидорівська філія СТОВ "Агрофірма"Корсунь", механізатор           |
| 14              | Мідянка Іван Андрійович         | 01.11.2010            | середня | позапартійний          | Сидорівська філія СТОВ «АФ-Корсунь», завідувач МТФ                |